# Jogállás
A jogállás (latin eredetű szóval státus vagy státusz) valamely természetes vagy jogi személynek azokat a jogi jellemzőit jelenti, amelyek rá jogszabály vagy szerződés alapján vonatkoznak.

## Jogi személyeknél
Jogszabály rendszerint meghatározza az általa létrehozott szervezeteknek (jogi személyeknek) a jogállását is.  

## Természetes személyeknél
A természetes személy - állampolgársága létrejöttével - a saját államában az emberi jogok alkotta helyzethez képest státusjogokból és közjogi kötelezettségekből álló közjogi státust nyer. A státusjogok az állampolgár jogi helyzetét az állami szuverenitással összefüggésben határozzák meg. A státusjogoknak az alapvető jogok rendszerében történő elhelyezésekor az adott állam alkotmányából (Alaptörvényéből) kell kiindulni.